# Apple A18
L'Apple A18 i l'Apple A18 Pro són un parell de sistemes basats en ARM de 64 bits en un xip (SoC) dissenyats per Apple Inc., part de la sèrie de silici d'Apple. S'utilitzen a les línies de l'iPhone 16 i l'iPhone 16 Pro i TSMC es basa en un procés de segona generació de 3 nm. Anunciats el 9 de setembre de 2024, són els successors del processador Apple A17 Pro.

## Disseny
Els Apple A18 i A18 Pro inclouen una CPU de sis nuclis ARMv9.2-A de 64 bits dissenyada per Apple amb dos nuclis d'alt rendiment i quatre nuclis eficients energèticament.
Apple afirma que el nou xip A18 és fins a un 30% més ràpid en el rendiment de la CPU d'un sol nucli en comparació amb l'iPhone 15 amb el xip A16 Bionic. Tots els xips de la sèrie A18 en tenen 8 GB de RAM.
L'A18 integra una nova GPU de cinc nuclis dissenyada per Apple, que ara afegeix traçat de raigs accelerat per maquinari i suport d'ombrejat de malla a la línia que no és Pro. L'A18 Pro té una GPU de sis nuclis, amb un traçat de raigs de maquinari 2 vegades més ràpid. El nou motor neuronal de 16 nuclis és capaç de fer 35 bilions d'operacions per segon, amb un aprenentatge automàtic 2 vegades més ràpid gràcies a un 17% més d'amplada de banda de memòria.
L'A18 té un controlador USB 2.0 heretat capaç de només 480 Mbit/s a través del port USB-C. L'A18 Pro té un controlador USB 3.2 Gen 2 amb capacitat per a 10 Gb/s.